# カナリヤの会
カナリヤの会（カナリヤのかい）とは、1995年6月8日に結成したオウム真理教脱会信者による組織。脱会者が気軽に集まれる場を提供すべく、オウム真理教被害者対策弁護団の滝本太郎弁護士によって組織化された。
名前の由来は、童謡の『かなりや』（作詞：西條八十）の歌詞が脱会者の置かれている立場に合っていることと、サティアンの強制捜査の際に捜査員が毒ガスの検知のためにカナリアを携行していたのが印象的だったことから命名されたという。
構想そのものは前年の1994年からあったが、当時の状況は極めて緊迫化しており、麻原彰晃の逮捕後になってようやく結成の運びとなった。
年に何回か集まって、雑談などの交流をしたり、機関誌『カナリヤの詩』を発行している。